# Anna Nasekina
Anna Nasekina –en ruso, Анна Насекина– (16 de agosto de 1987) es una deportista rusa que compitió en natación sincronizada. Ganó cinco medallas de oro en el Campeonato Mundial de Natación, en los años 2007 y 2009, y dos medallas de oro en el Campeonato Europeo de Natación de 2006.

## Palmarés internacional
| Campeonato Mundial | Campeonato Mundial    | Campeonato Mundial | Campeonato Mundial |
| Año                | Lugar                 | Medalla            | Prueba             |
| ------------------ | --------------------- | ------------------ | ------------------ |
| 2007               | Melbourne (Australia) | Medalla de oro     | Equipo técnico     |
| 2007               | Melbourne (Australia) | Medalla de oro     | Equipo libre       |
| 2007               | Melbourne (Australia) | Medalla de oro     | Combinación libre  |
| 2009               | Roma (Italia)         | Medalla de oro     | Equipo técnico     |
| 2009               | Roma (Italia)         | Medalla de oro     | Equipo libre       |
| Campeonato Europeo |                       |                    |                    |
| Año                | Lugar                 | Medalla            | Prueba             |
| 2006               | Budapest (Hungría)    | Medalla de oro     | Equipo             |
| 2006               | Budapest (Hungría)    | Medalla de oro     | Combinación libre  |